# Веренчанська сільська територіальна громада
Веренчанська сільська громада — територіальна громада в Україні, у Чернівецькому районі Чернівецької області. Адміністративний центр — село Веренчанка.
Площа громади — 103,5 км², населення — 8 143 мешканці (2020).

## Населені пункти
У складі громади 7 сіл:
- Бабин
- Борівці
- Веренчанка
- Вимушів
- Киселів
- Рудка
- Яблунівка